# Angles (album)
Angles – czwarty album studyjny amerykańskiego zespołu The Strokes. Płyta ukazała się 18 marca 2011 roku. Pierwszym singlem z płyty był utwór „Under Cover of Darkness”.

## Lista utworów
1. Machu Picchu – 3:30
2. Under Cover of Darkness – 3:56
3. Two Kinds of Happiness – 3:44
4. You're So Right – 2:34
5. Taken for a Fool – 3:23
6. Games – 3:54
7. Call Me Back – 3:05
8. Gratisfaction – 2:59
9. Metabolism – 3:06
10. Life Is Simple in the Moonlight – 4:15

## Twórcy
- Julian Casablancas – wokal
- Albert Hammond, Jr. – gitara, chórki
- Nick Valensi – gitara, chórki
- Nikolai Fraiture – gitara basowa, chórki
- Fabrizio Moretti – perkusja
- Joe Chiccarelli – producent
- Gus Oberg – inżynier dźwięku, producent
- Justin Gerrish – asystent inżyniera dźwięku
- Guy Pouppez – obraz na okładce